# César Polla
César Ernesto Victor Polla (Gibraltar, 13 de abril de 1831 — Lisboa, 19 de junho de 1891), foi um ator português, de ascendência italiana.

## Biografia
Nasceu em Gibraltar, a 13 de abril de 1831, filho do italiano Nicolau Jerónimo Polla, natural de Génova e de sua esposa, Matilde Rosa de Oliveira, natural de Faro, onde César cresceu e estudou. Foi no Algarve que exerceu diversos cargos políticos importantes, como administrador e secretário do governo civil, exercendo diversos trabalhos eleitorais. À parte, cultivava o teatro como amador distinto. Numa ocasião, foram renhidas e altamente disputadas as eleições dos deputados. Trabalhando de alma, vida e coração, venceu, e quando o governo indagou o prémio que Polla pretendia, respondeu-lhe este: "Ser classificado ator no Teatro de D. Maria". Foi imediatamente satisfeita a sua ambição, sendo classificado como ator de segunda classe, contando já 34 anos de idade. Estreou-se no Teatro Nacional D. Maria II, então administrado pelo governo, em 1865, no drama Os difamadores, original de Ernesto Biester. Apesar de ter ao lado de si artistas distintíssimos e dos mais notáveis que o teatro português tinha até aí possuído, conseguiu evidenciar-se, o que mostrou o seu grande valor como artista.

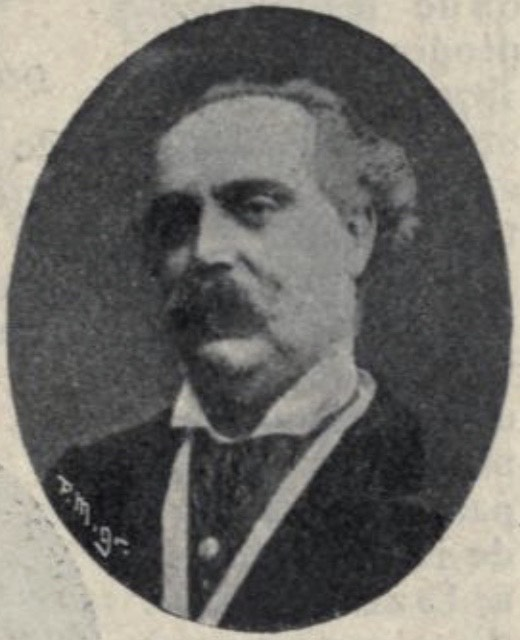
César Polla (Diccionario do theatro portuguez, 1908).

A sua carreira em D. Maria, no Teatro Gymnasio, Teatro do Príncipe Real, Teatro da Trindade, nos teatros do Porto, nas Províncias e no Brasil foi brilhante, e assinalado ficou o seu notável trabalho em muitas peças, como em Lazaristas, Maria Antonieta e Fernanda. Eram efetivamente os seus melhores papéis o "Ernesto de Magalhães", o "Pommerol" e o "Mirabeau", respetivamente. Outras peças do seu repertório foram: O Morgado de Fafe amoroso, A vida de um rapaz pobre, O anjo da meia-noite, Dois por um, A morgadinha de Valflor, A Condessa do Freixial, Abençoadas lágrimas!, Filha única, Conquistas no ar, Afilhado de Pompignac, Mosqueteiros do Rei, Calúnia, Os engeitados, Dalila, Leis sociais - La passionaria, etc. Chegou a formar uma companhia com o grande ator José Carlos dos Santos, a Empresa Santos & Polla e foi, juntamente com Santos, Joaquim de Almeida, Emília dos Anjos, Maria das Dores e outros, empresário do Gymnasio.
Era um grande conversador, que a toda a hora e com toda a gente discutia arte e política, tendo por ambas paixão. António de Sousa Bastos refere, na sua obra Carteira do Artista: apontamentos para a historia do theatro portuguez e brazileiro (1898), o seguinte: "Um provérbio nosso diz que quem muito falla pouco acerta; elle fallava sempre... mas às vezes acertava, mais na Arte do que na política."
Reformou-se em 1887. Faleceu em Lisboa, freguesia da Pena, no primeiro andar do número 128 da Rua de São Lázaro, a 19 de junho de 1891, aos 60 anos de idade, vítima de congestão pulmonar, sendo sepultado no Cemitério dos Prazeres, em jazigo. A sua morte foi largamente noticiada em todos os periódicos da capital, podendo ler-se o seguinte, no Diário Illustrado, a propósito do ator: "Falleceu hontem o actor Cesar Polla, muito conhecido, e que merecidamente gozou creditos de artista intelligente e consciencioso. Cesar Polla era homem instruido, e verdadeiro cultor da arte dramatica, sendo o seu culto por ella que o levou a seguir como vida o que primeiro cultivou como amador, embora distincto. (...) Ha mezes que Polla andava doentissimo, magro, quasi que desfigurado, dando-se pouco pela sua duração. Estava reformado ha cerca de quatro annos."
O seu nome faz parte da toponímia de: Faro (Rua César Pola, freguesia de São Pedro).

### Vida pessoal
César Polla casou-se em primeiras núpcias a 29 de julho de 1856, na Igreja de São Pedro, em Faro, com Isabel Adelaide Sabbo, de quem teve um filho, César Polla Júnior, nascido a 28 de abril de 1857, sendo a mulher e o filho naturais da freguesia de São Pedro, daquela cidade. Enviuvou da sua primeira mulher a 17 de dezembro de 1887, em Lisboa, na freguesia do Socorro. Casou-se em segundas núpcias a 1 de fevereiro de 1889, na Igreja de Nossa Senhora do Socorro, em Lisboa, com a atriz Maria das Dores, natural de Lisboa, freguesia do Socorro, de quem já tinha tido uma filha ilegítima e adulterina, Matilde Polla, nascida a 1 de fevereiro de 1877, em Lisboa, na freguesia de Mercês e que legitimou neste ato. A filha iniciou-se também no teatro como aprendiz mas deixou os palcos para se casar.